# Балка Вошива
Балка Вошива — балка (річка) в Україні у Новоархангельському районі Кіровоградської області. Ліва притока річки Кильтень (басейн Південного Бугу).

## Опис
Довжина балки приблизно 5,13 км, найкоротша відстань між витоком і гирлом — 4,23  км, коефіцієнт звивистості річки — 1,21 . Формується декількома струмками та загатами.

## Розташування
Бере початок у селі Тимофіївка. Тече переважно на північний схід і на південно-східній стороні від села Надлак впадає у річку Кильтень, ліву притоку річки Малої Висі.

## Цікаві факти
- У XX столітті на балці існувало деклька газових свердловин[2], а у XIX столітті — декілька водяних та вітряних млинів[1].